# سیارک ۲۵۴۹۰
سیارک ۲۵۴۹۰ (به انگلیسی: 25490 Kevinkelly، نامگذاری:1999XN84) بیست و پنج هزار و چهارصد و نودمین سیارک کشف شده‌است که در ۷ دسامبر ۱۹۹۹ کشف شد.
قدر مطلق سیارک برابر ۱۷.۰ است.